# 광해군비 당의
광해군비단배자는 조선 15대 임금 광해군의 왕비인 중궁 유씨(柳氏, 1576∼1623)의 저고리를 말한다. 청삼(靑衫)이라고도 하는 이 옷은 저고리 위에 덧입는, 단추가 없는 조끼 모양의 배자(褙子)인데 중궁 유씨는 판윤 유자신(柳自新)의 딸로 광해군이 폐위될 때 함께 폐위되었다.
이 유물이 중요민속자료 제215호로 지정되었을 때는 복식사의 자료가 충분하지 않았을 때였으므로, 단배자(短褙子)라고 이름을 붙였지만, 현재는 그동안 조선 시대 분묘에서 복식들이 많이 출토되어 그 연구성과로 '광해군비 저고리'라고 부르고 있다.
2006년 4월 21일, 종전 명칭 『광해군비단배자(光海君妃短褙子)』에서 『광해군비당의(光海君妃唐衣)』로 변경되었다. 현재 대한민국 단국대학교 석주선기념박물관에 소장되어 있다.

## 문화재 내용
이 저고리는 불복장(佛腹藏, 불상 속에서 발견된 것)으로, 묵청색 화조문단(花鳥紋緞)으로 봉황새와 국화꽃ㆍ당초무늬가 있는 홑옷이다. 깃은 당코깃이며, 흰색의 동정이 달려있고, 소매는 직선이며, 짧고 좁은 붉은색의 옷고름이 달려있으며, 겨드랑이 아래가 트인 옷이다.
동정의 안쪽에 "丙子生 王妃柳氏願命衣(병자생 왕비유씨원명의)"라는 먹으로 쓴 글씨가 쓰여있다. 이와 비슷한 형태의 궁중 유씨의 다른 저고리가 해인사 소장의 중요민속자료 제3호의 홍색 저고리가 있다.
중궁 유씨의 홍색 저고리는 겉감은 홍색 명주, 안감은 백색 명주이며, 깃과 고름을 자주색으로 달았다. 깃모양과 옆 트임, 배래의 모양 등 전체형태는 중요민속자료 제215호와 거의 같으나, 치수는 해인사 소장 중요민속자료 제3호가 조금 크다.
중궁 유씨의 저고리는 길이 71cm, 화장 91cm, 품 52cm, 진동 29.5cm, 수구 26cm, 배래 26cm, 고대 18cm, 깃나비 10.5cm, 겉깃길이 39cm, 안깃길이 35.5cm, 동정나비 5cm, 동정길이 57cm, 옷고름 길이 37cm, 옆트임이 41cm인 옷이다. 이 시대의 출토복식을 참고로 하면 이 당시 여자저고리는 저고리 길이의 차이로 보면 3가지 종류가 있었다. 길이 75cm 이상의 장저고리는 옆이 트여있는 예복용으로 보인다.
이러한 옆 트인 저고리는 후대의 당의(唐衣)로 발전하게 된다. 중궁 유씨의 저고리와 비슷한 형태의 당의는 경기도박물관 소장의 안동권씨 당의가 있는데, 봉황흉배가 달려있다. 중궁 유씨의 저고리 보다 시대가 100년이 떨어진 이 당의는 1722년 장례를 치른 왕실종친의 부인인 안동권씨의 무덤에서 출토되었다.

## 문화적 가치 및 평가
중궁 유씨의 저고리는 옷깃 속에 명문이 있어, 착용자의 신분이 뚜렷한 조선시대 왕실 복식을 보여주며, 옷감의 색과 형태가 완벽한 유물이다. 특히 사용 연대와 착용자의 신분이 확실하여 후일 당의(唐衣)로 변화되는 옆 트인 저고리로 복식사에서 매우 귀중한 자료로 평가된다.

## 같이 보기
- 중궁 유씨

## 참고 자료
- 광해군비당의 - 국가유산청 국가유산포털

 본 문서에는 서울특별시에서 지식공유 프로젝트를 통해 퍼블릭 도메인으로 공개한 저작물을 기초로 작성된 내용이 포함되어 있습니다.